# Edwiges de Sá Pereira
Edwiges de Sá Pereira (Barreiros, 25 de octubre de 1884 - Recife, 14 de agosto de 1958) fue una educadora, periodista, poetisa y activista feminista brasileña.
Hija del abogado José Bonifácio de Sá Pereira y de María Amélia Gonçalves da Rocha.
Como educadora, comenzó a dar clases a los 13 años de edad, dedicándose a la educación básica, donde fue profesora de Historia (tanto de Brasil como del mundo) y lengua portuguesa.

## Actuación para la ciudadanía
Fue pionera en la lucha por los derechos de la mujer. 1
Participó en el I Congreso Internacional Feminista, en diciembre de 1922. Mediante su apoyo se fundó la Federación Brasileña por el Progreso Femenino (FBPF).
En el II Congreso Internacional Feminista (Río de Janeiro, 1931) dio la conferencia Por la mujer, para la mujer, en la que dividió la población femenina en tres categorías:

1) las mujeres que no necesitan trabajar;

2) las mujeres que necesitan trabajar y saben trabajar, y

3) las mujeres que necesitan trabajar pero no saben.

Ella sostenía que entre las primeras y las segundas pueden lograr la liberación de las terceras.
Fue defensora de la ciudadanía, los derechos humanos, el divorcio, y utilizó la prensa para expresar sus ideas.

## Actuación en la prensa
Mediante sus artículos trataba de concientizar a las mujeres acerca de que su único camino de educación era la educación.
Trabajó para varios diarios brasileños:
- Jornal Pequeno.
- A Provincia.
- Jornal do Commercio (Recife).
- O Lyrio (Recife), que fundó ella junto con otras «Exmas. Sras.» (‘excelentísimas señoras’, como se autodenominaban), encabezadas por Amélia de Freitas Beviláqua (redactora jefe), Cândida Duarte de Barros (redactora y secretaria) y Edwiges de Sá Pereira (redactora), y que circuló mensualmente durante dos años (entre 1902 y 1904).[2][3]
- Escrínio (Río Grande del Sur).[4]
- O Ratazana (1918).
- A Nota (revista, 1921).
- Revista do Instituto da Sociedade de Letras de Pernambuco (1921).
- Vida Feminina (1925).[4]

En O Lyrio, publicó muchos poemas, entre ellos:
- «Magno sonho» (O Lyrio, año 1, n.º 12, 1902).[5]
- «Olhos verdes» (O Lyrio, año 2, n.º 5, marzo de 1903).[6]
- «A um raio de sol» (O Lyrio, año 2, n.º 6, abril de 1903).
- «O malmequer» (O Lyrio, año 2, n.º 7, mayo de 1903).

## Actuación literaria y cultural
Estuvo a cargo de la silla 7 de la Academia Pernambucana de Letras, y fue la primera mujer en ingresar a esta academia.
También fue la primera mujer que ingresó en la Asociación de Prensa de Pernambuco.
Desde el 9 de noviembre de 1901 fue socia de la Academia Pernambucana de Letras. Recién en 1920 fue aceptada como miembro pleno, en lugar de João Batista Regueira Costa. En su asunción, se publicó el ensayo Um passado que não morre acerca de Regueira Costa.
Como miembro electo de esa academia, llegó a ejercer el cargo de vicepresidente.
Fue la primera mujer que formó parte de la AIP (Associação de Imprensa de Pernambuco: Asociación de Prensa de Pernambuco).
Sufrió dos ataques cerebrovasculares que limitaron su trabajo.

## Libros publicados
- Horas inúteis (poesía).
- Campesinas (poesía).
- Um passado que não morre (ensayo sobre el catedrático João Batista Regueira Costa).[3]
- Eva militante.
- A influência da mulher na educação pacifista do pós-guerra (tesis presentada en el I Congreso Internacional Feminista (1922).[3]
- Jóia turca.